# Quirinus van Blankenburg
Quirinus Gerbrandsz van Blankenburg (Gouda, 1654 - Den Haag, 1739) was een Nederlandse muziektheoreticus, organist, beiaardier en componist.

## Leven en werk

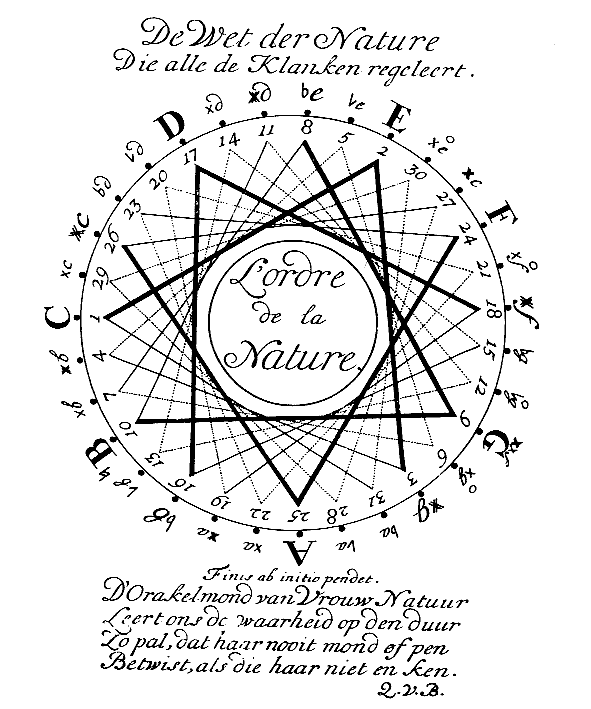
De Wet der Nature Die alle de Klanken regeleert, illustratie uit Quirinus van Blankenburgs Elementa Musica van 1739

##### 1654-1699
Quirinus van Blankenburg ontving zijn eerste muzieklessen van zijn vader, Gerbrand Quirijnsz van Blankenburg, stadsorganist van Gouda.. Deze wees hem op de nieuwste ontwikkelingen op muziekgebied in Italië en de daartegenover achterhaalde muziekstijl in eigen land. Quirinus meldt daarover in Elementa musica hoe zijn vader kooplui de opdracht gaf om uit Venetië de allernieuwste muziekdrukken mee te brengen, ”hebbende verstaan dat de musiec in Italien tot een veel hooger trap van volmaaktheid was geklommen. Deze waren d’eenigste die hem konden vermaken. En, wanneer ik daar na in myn jeugd zou musiec leeren, zo mogt ik anders geen boeken als deze gebruiken; waar mede dan myn gedachten wierden opgevolt; ’t welk van dien uitslag was dat ik geen andre lomperyen mogt hooren”. Hij werd keurmeester van orgels en klokkenspelen. Zo bezocht hij, in 1676, de klokkengieterij van Pieter Hemony in Amsterdam. In 1670 werd hij organist van de Remonstrantse kerk te Rotterdam en vanaf 1675 tot 1680 was hij stadsorganist en beiaardier van Gorinchem. “Den 4 december 1679 werd in het Album der Leidsche Hoogeschool ingeschreven Gideon van Blanckenburgh uit Gouda, oud 24 jaren, en voornemens om in de regten te studeren”. Na het verlaten van de universiteit in 1682 werd hij in 1687 benoemd tot organist van de Waalse kerk, toen gevestigd in de Hofkapel te's-Gravenhage.

##### 1699-1720
In 1699 werd hij de eerste organist van het door Johannes Duyschot gebouwde orgel in de Nieuwe Kerk in 's-Gravenhage. Van Blankenburg was een veelgevraagde muziek- en klavecimbel-leraar van adellijke en hooggeplaatste personen, waaronder vrijwel zeker tussen 1700 en 1707 Unico Wilhelm graaf van Wassenaer. In de jaren1713 tot 1715 werd de in Den Haag verblijvende prins Friedrich Ludwig von Württemberg-Stuttgart zijn klavecimbel-leerling. Voor hem componeerde hij de cantate L'Apologie des Femmes. Deze cantate  is een antwoord op "Les Femmes" van de Franse componist André Campra, uitgegeven in 1708, waarin die het leed door de liefde veroorzaakt beschrijft en waarin hij zo ver gaat een lijst op te stellen van weinig aantrekkelijke karaktertrekken van vrouwen (de kokette, de wijze, de vadsige, enz.). De dichter vindt echter troost in de schoonheid van de natuur en verzaakt voor altijd aan het vrouwelijke geslacht. In de cantate van Van Blankenburg, gecomponeerd 1713 of 1714, wordt een catalogus van vrouwentypen gegeven waarin de negatieve karakteristieken in  Campra’s cantate worden gekeerd ten gunste van de vrouwen..

##### 1720-1739
Tot de weinige overgeleverde muziekwerken van Van Blankenburg behoren het Clavicimbel- en orgelboek der gereformeerde psalmen en kerkzangen uit 1732 met zettingen van alle psalmen afgewisseld met als voor- of naspelen bedoelde korte composities.In 1733 componeerde hij ter ere van het huwelijk van Anna van Hannover, dochter van George II, koning van Engeland, met de Friese stadhouder Willem Carel Hendrik Friso, een muzikaal bruiloftsgeschenk La double harmonie d’une musique algébraique of De verdubbelde harmony, een reeks op Franse leest geschoeide dansen en airs. Bij vier daarvan zijn, gespiegeld en op hun kop gelezen, bas en melodiestem verwisselbaar.
In zijn in 1739 uitgegeven Elementa musica gaat Van Blankenburg uitvoerig in op de muziektheoretische principes waarbij hij zich kritisch opstelt tegen de in zijn ogen misvattingen en onduidelijkheden in de toepassing daarvan door collega-theoretici. Het hoofddoel van het traktaat is het benoemen van de principes en grondregels van de basso-continuo. Daarnaast is Elementa musica een rijke bron van onze kennis van het muziekleven in de zeventiende en achttiende eeuw. De enige compositie in het werk is de Fuga obligata. Van Blankenburg componeerde de fuga in 1725 op een anoniem aangereikt thema van 12 noten. Een van door Georg Friedrich Händel rond 1719 gecomponeerde en in 1735 gepubliceerde fuga's blijkt echter gebaseerd op hetzelfde thema. Van Blankenburg voelde zich als componist miskend en slachtoffer van de modische overwaardering van alles wat uit Italië kwam. In Elementa Musica schrijft hij: ”Als ik...een stuk musiec van mijn maaksel plag te vertoonen, dan was 't nooit prijsbaar ...; maar als ik in de plaats van mijn naam Bl., Di Castelbianco ('t welk 't zelfde is)...daar boven zette, dan was 't uitstekend.”

##### Werken
- 1715: Cantate "l'Apologie des Femmes"
- 1732: Clavicimbel- en orgelboek der gereformeerde psalmen en kerkzangen, Laurens Berkoske, ’s-Gravenhage, 1732, tweede druk 1745
- 1739: Elementa Musica, of Niew Licht tot het welverstaan van de musiec en de bas-continuo, Laurens Berkoske, 's-Gravenhage 1739

## Discografie
- Academy of the Begynhof Amsterdam, Les Femmes, French Cantates by Campra, Van Blankenburg, Leclair, CD Globe GLO 5055, 1992
- Ricardo Kanji, Jacques Ogg & Richte van der Meer, Dutch Recorder Sonatas and Harpsichord Works by Wassenaer and His Contemporaries, CD Globe GLO 5110
- "Musica Neerlandica", Max van Egmond & Apollo Ensemble, 1995
- Psalmen in de 18e eeuw, door Sytse Buwalda, Henny Heikens, Wilma van der Wardt, VLS Records VLC 0696, 1996

- Bibliothèque nationale de France: cb148524461 (data)
- Gemeinsame Normdatei: 130359378
- International Standard Name Identifier: 0000 0000 8085 6458
- Library of Congress Control Number: n85360089
- MusicBrainz: c6dd86a3-8d48-431d-ba54-e74fd28017d4
- Nationale Bibliotheek van Israël: 987007448984505171
- Nederlandse Thesaurus van Auteursnamen: 071682309
- Trove: 1183068
- Virtual International Authority File: 6037985
- WorldCat: E39PBJqk84GKQmyxcrhDrf8KVC